# Mendy Meenderink
Mendy Meenderink (Zwolle, 21 april 1983) is een Nederlands voormalig zwemster, met name de 50, 100 en 400 meter vrije slag en woont in Nijkerk en trainde bij zwemvereniging Aquarijn.
Meenderink werd geboren met heupdysplasie en heeft een groeiachterstand aan haar rechterbovenbeen waardoor ze met een beenprothese loopt. Meenderink maakte in 1994 haar debuut op nationale wedstrijden en in 1997 op internationale wedstrijden. In 2000 deed ze mee op de Paralympische Zomerspelen te Sydney, waar zij brons behaalde op de 100 meter vrije slag. In 2003 besloot ze te stoppen met zwemmen om haar opleiding tot leerkracht basisonderwijs af te ronden. In 2005 maakte ze haar comeback om in 2008 weer mee te doen aan de Paralympische Zomerspelen 2008 in Peking, daarna beëindigde ze haar zwemcarrière definitief.
In het dagelijks leven is zij leerkracht in het basisonderwijs.

## Erelijst (selectie)
2000 Paralympics (Sydney)
- derde plaats 100 meter vrije slag

2001, EK (Zweden)
- Europees kampioen 100 meter vrije slag
- Europees kampioen 50 meter vrije slag
- tweede plaats 400 meter vrije slag

2002, WK (Argentinië)
- derde plaats 50 meter vrije slag